# Islote Diaz
Die Islote Diaz ist eine kleine Insel im Archipel der Südlichen Shetlandinseln. Sie liegt vor der Ostküste von Half Moon Island.
Argentinische Wissenschaftler benannten sie. Der weitere Benennungshintergrund ist nicht überliefert.